# 1900 au Yukon
Chronologie du Yukon
- 1896
- 1897
- 1898
- 1899
- 1900
- 1901
- 1902
- 1903
- 1904

Cette page concerne les événements survenus en 1900 dans le territoire canadien du Yukon.

## Politique
- Commissaire : William Ogilvie

## Événements
- Fondation du journal Whitehorse Star.
- 29 juillet : ouverture de White Pass and Yukon Route à Skagway et Whitehorse.
- 18 octobre : 1ère élection générale yukonnaise (en)

## Décès
- Sahneuti (en)